# 오스카 와일드
오스카 핑걸 오플래허티 윌스 와일드(영어: Oscar Fingal O'Flahertie Wills Wilde, 1854년 10월 16일 ~ 1900년 11월 30일)는 아일랜드의 시인, 소설가, 극작가이다. 1880년대에 걸쳐 여러 다른 형식으로 글을 썼으며, 이후 1890년대 초 런던의 가장 유명한 극작가 가운데 하나가 되었다. 와일드는 경구와 희곡, 그리고 유일한 장편소설 《도리언 그레이의 초상》으로 가장 유명하다.
와일드는 퀸즈베리 사건이라는 유명한 재판으로 인해 극적인 몰락을 겪게 되고, '막중한 풍기문란'으로 감옥에 수감된다. 학자인 H. 몽고메리 하이드는 이 용어가 영국 법정에서 '비역죄(Buggery Act 1533)'에까지 이르지 않은 동성애를 의미한다고 주장한다. 그는 이 사건 때문에 영국에서 영원히 추방되어 평생 돌아가지 못했으며 1900년 프랑스 파리에서 뇌수막염에 걸려 사망했다.

## 생애
와일드는 1854년 아일랜드 더블린의 웨스트랜드 로 21가에서 앵글로계 아일랜드인 가정에서 태어났다. 아버지 윌리엄 와일드 경은 아일랜드의 대표적인 안과와 비과 외과의사이며, 고고학과 민속에 대한 책을 썼다. 또한 박애주의자로서, 트리니티 칼리지 뒤에 위치한 링컨 플레이스 내 도시 빈민을 위한 무료 진료소로 유명하였다. 애들레이드 도로에 위치한 더블린 안과 비과 의사의 선구자로 평가받는다. 그리고 어머니 제인 프랜시스카 엘지는 성공적인 작가이며, '스페란차'로 알려진 아일랜드 민족주의자였다.
1855년 6월 와일드 가는 그당시 유행하던 거주 지역인 1번 에리온 스퀘어로 이사하였다. 와일드의 어머니는 토요일마다 정기적인 오후 살롱을 열었으며, 그 초대객에는 셰리던 레퍼뉴, 찰스 레버, 조지 피트리, 아이작 버트, 윌리엄 로언 해밀턴, 새뮤얼 퍼거슨 등이 있다. 오스카는 9살 때까지 집에서 교육을 받았다. 그는 페르마냐, 에이스킬렌에 있는 포토라 왕립 학교에 1864년에서 1871년까지 재학하였으며, 여름 기간 동안 가족과 함께 웩스퍼드 시골의 워터포드와 메이요에 있는 윌리엄 경의 가족집에서 지냈다. 와일드의 형제들은 이후 소설가로 성장하는 조지 무어와 함께 놀곤 하였다.
포르타를 졸업한 후, 와일드는 1871년부터 1874년까지 더블린의 트리니티 칼리지에서 고전 문학을 공부하였다. 그 후 1874년부터 1878년까지 옥스퍼드 대학 모들린 칼리지에서 수학했다.
태만하기로 유명했으나 고전학에서는 발군의 성적을 나타냈다. 1882년에 미국으로 강연여행을 떠나 희곡을 쓰고 이것이 뉴욕에서 상연되었으나 성공하지 못했다. 그 후 몇 가지 소설이나 시를 쓰고 또는 비극도 썼으나 와일드의 재능이 발휘된 것은 경묘한 희극의 분야, 즉 <윈더미어 부인의 부채>(1892), <시시한 여자>(1893), <이상적(理想的) 남편>(1895) 등으로, 그 정점을 차지하는 것이 <진지함의 중요성>(1895)이다. 이러한 작품에서 와일드는 왕정복고시기의 콩그리프가 이룬 희극 작법의 전통으로 되돌아갔다고 말할 수 있겠다. 시극 <살로메>는 영국에서 상연이 금지되었으며 1894년에 사라 베르나르에 의해 파리에서 초연되었다.
1895년에 와일드는 동성애 사건으로 2년간의 노동 금고형 처분을 받았다. 그 후 파리에 나왔으나 건강이 악화되고 경제적으로도 파탄나며 뇌수막염에 걸려 1900년 46세의 나이로 사망하였다.

## 문학 작품

### 시
- 라벤나 (1878)
- 시집 (1881)
- 스핑크스 (1894)
- 리딩 감옥의 노래 (1898)

### 희곡
- 베라; 혹은, 무정부주의자들 (1880)
- 파두아 공작부인 (1883)
- 살로메 (프랑스 판본) (1893, 1896년 파리 시에서 초연되었다)
- 윈더미어 부인의 부채 (1892)
- 하찮은 여인 (1893)
- 살로메 : 1막의 비극: 알프레드 더글라스 경이 오스카 와일드의 프랑서 판본을 번역하고, 오브리 비어즐리가 일러스트레이션을 곁들였다.(1894)
- 이상적인 남편 (1895) [4]
- 진지함의 중요성 (1895) [5]
- La Sainte Courtisane and A Florentine Tragedy Fragmentary. First published 1908 in Methuen's Collected Works

### 수필
- 캔터빌의 유령 (1887)
- 행복한 왕자와 다른 이야기 (1888) [6]
- 아서 새빌 경의 범죄
- 다른 이야기들
- 의향 (1891)
- 석류의 집 (1891)
- 사회주의적 인간의 영혼 (First published in the Pall Mall Gazette, 1891, first book publication 1904)
- 구렁텅이에서 (1905)
- 오스카 와일드의 편지 (1960) This was rereleased in 2000, with letters uncovered since 1960, and new, detailed, footnotes by Merlin Holland.
- Teleny or The Reverse of the Medal (Paris, 1893) Wilde is involved in its composition but not confirmed as its author.

### 소설
- 도리언 그레이의 초상 (1891)

### 동화
- 동화집 행복한 왕자와 다른 이야기들 (The Happy Prince and Other Tales, 1888년 작)
  - 행복한 왕자
  - 욕심쟁이 거인

## 같이 보기
- 퀴어 아나키즘